# 1761 Edmondson
1761 Edmondson је астероид главног астероидног појаса са средњом удаљеношћу од Сунца која износи 3,164 астрономских јединица (АЈ).
Апсолутна магнитуда астероида је 11,4.